# Encefalina
Les encefalines són els pèptids opioides més àmpliament distribuïts. Es poden trobar en molts sistemes neuronals, des del telencèfal fins a la medul·la espinal.

## Introducció

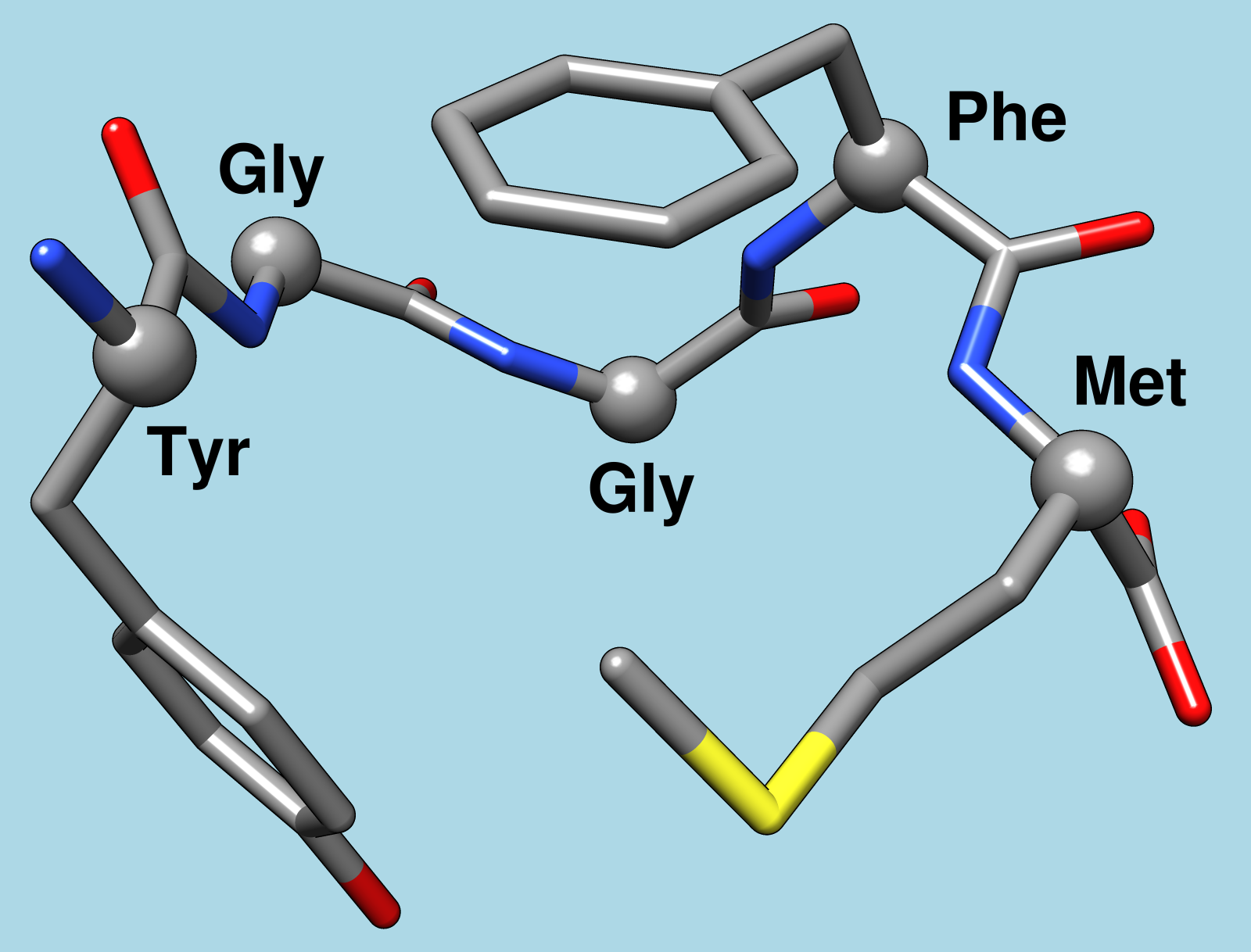
Estructura de la met-encefalina, un dels dos tipus d'encefalines

De manera general, una encefalina és un pentapèptid involucrat en la regulació de la nocicepció corporal. La nocicepció s'entén com el procés neurològic de codificació i processament dels estímuls nocius i és una activitat produïda tant en el sistema nerviós central com en el perifèric quan hi ha estímuls que tenen el potencial de danyar els teixits.
Les encefalines són classificades com a lligands endògens, ja que són secretades internament i s'uneixen als receptors opioides del cos.
S'ha vist que les encefalines poden formar circuits locals o bé poden ser transportades a través de llargues projeccions neuronals cap a zones allunyades de les cèl·lules on són sintetitzades.
Les encefalines tenen el seu màxim de concentració als globus pàl·lid, seguit (en ordre decreixent de concentració) del telencèfal, el diencèfal, la protuberància anular del cervell, el mesencèfal i el cerebel.
Com a grup oligopeptídic les encefalines van ser descobertes el 1975. Actualment se'n coneixen dues variants, totes dues producte del mateix gen: el gen de la proencefalina, que es troba al cromosoma 8. Les dues variants són les següents:
- Una forma que conté leucina (Leu), anomenada Leu-encefalina. La seva estructura aminoacídica és: Tirosina-Glicina-Glicina-Fenilalanina-Leucina (Tyr-Gly-Gly-Phe-Leu)
- Una altra forma que conté metionina (Met), anomenada Met-encefalina. Té una cadena d'aminoàcids formada per: Tirosina-Glicina-Glicina-Fenilalanina-Metionina (Tyr-Gly-Gly-Phe-Met)

A més, se sap, que el seu primer aminoàcid és la tirosina, la qual es pensa que és anàloga al grup 3-hidroxil que es troba a la morfina.
S'ha descobert que la proporció de met-encefalina i de leu-encefalina a l'organisme és sempre constant. En totes les zones el nivell de met-encefalina és més alt que el de leu-encefalina, fet que s'atribueix a la proporció de còpies d'aquests dos pentapèptids en la molècula precursora: la proencefalina.

## Pèptids opioides endògens
Dins de la família dels pèptids opioides endògens (o pèptids opioides produïts pel cos), podem trobar tres subgrups: les encefalines, les endorfines i les dinorfines.
En gran manera, podem entendre com intervenen aquests opioides en la modulació de la nocicepció i la percepció del dolor gràcies a dues demostracions.
- En primer lloc cal destacar la demostració feta per Candace Pert i Solomon Snyder[4][5] – realitzada també independentment per Eric Simon i Lars Terenius – que va posar de manifest que la morfina i els alcaloides s'activaven al vincular-se a receptors específics de membrana.

- Per altra banda, posteriorment, Hans Kosterlitz i John Hugher van veure que el cervell contenia pèptids opioides endògens. Aquests pèptids es classifiquen actualment en funció del precursor del qual provenen:

1. Família de les encefalines, que provenen de la proencefalina. S'engloben en aquesta família la met-encefalina i la leu-encefalina.
2. Família de les proopiomelanocortines (POMC), que provenen del POMC. S'engloben en aquest grup l'alfa, la beta i la gamma endorfina.
3. Família de les dinorfines, que provenen de la prodinorfina. S'hi troben l'alfa i la beta neo-endorfina, la leumorfina, i les dinorfines A i B.

Tots els pèptids d'aquestes famílies contenen la seqüència peptídica Thy-Gly-Gly-Phe
Existeixen tres grups de gens que codifiquen les proteïnes precursores dels pèptids actius. Aquests 3 grups de gens són el gen dels POMC, el gen de la proencefalina i el gen de les prodinorfines.

### Distribució al sistema nerviós
Tot i que la distribució anatòmica del 3 pèptids codificats pels 3 gens opioides és diferent, els membres de cada família es localitzen a llocs associats amb la modulació o el processament del dolor. D'una banda, la dinorfina i l'encefalina de les cèl·lules neuronals i les terminals nervioses es troben a la substància grisa periaqüeductal, la medul·la rostroventral i a la banya dorsal de la medul·la espinal, concretament a les làmines I i II. Per contra, la β-endorfina es troba a una àrea més restringida, principalment a les neurones de l'hipotàlem que envien senyals a la regió grisa periaqüeductal i als nuclis noradrenergètics del tronc cerebral.

## Receptors opiodes

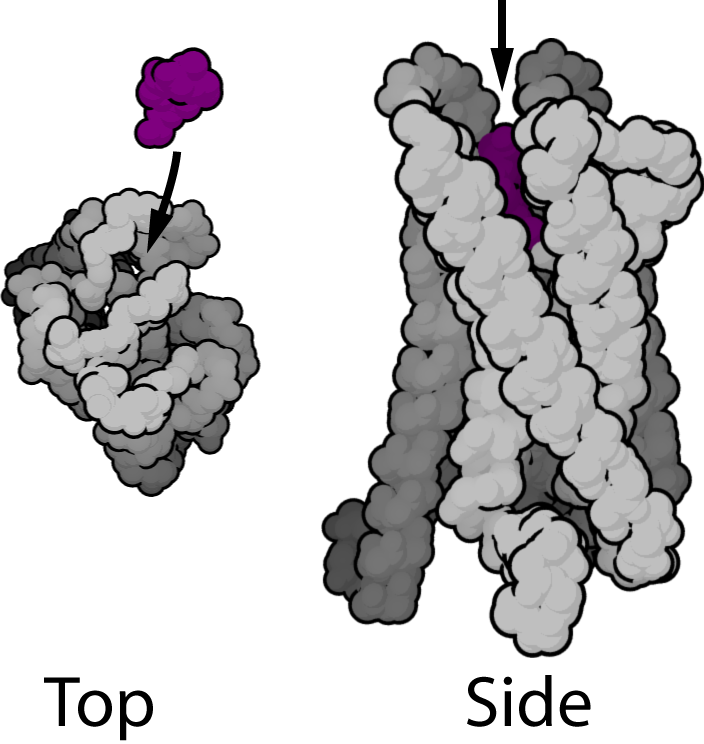
Receptor opioide mu

Els pèptids opioides s'uneixen a tres subclasses de receptors opioides: mu, delta i kappa. Els alcaloides opiacis, com la morfina, s'uneixen al receptor mu, mentre que les encefalines endògenes s'activen tant amb el receptor mu com el delta i la dinorfina ho fa amb el receptor kappa. Aquests tres receptors estan distribuïts per tot el sistema nerviós central, especialment al còrtex cerebral, i no només a les zones encarregades en la modulació del dolor. Per tant, els pèptids opioides es troben distribuïts per tot el sistema nerviós central, fet que suggereix que els opioides endògens estan involucrats en altres funcions fisiològiques, a part de la modulació del dolor.
En el cas de l'encefalina s'han trobat altes concentracions de receptors mu a la substància grisa periaqüeductal i a les banyes dorsals superficials de la medul·la espinal, coincidint amb la distribució de les neurones que contenen encefalina.

## La proencefalina: molècula precursora de les encefalines

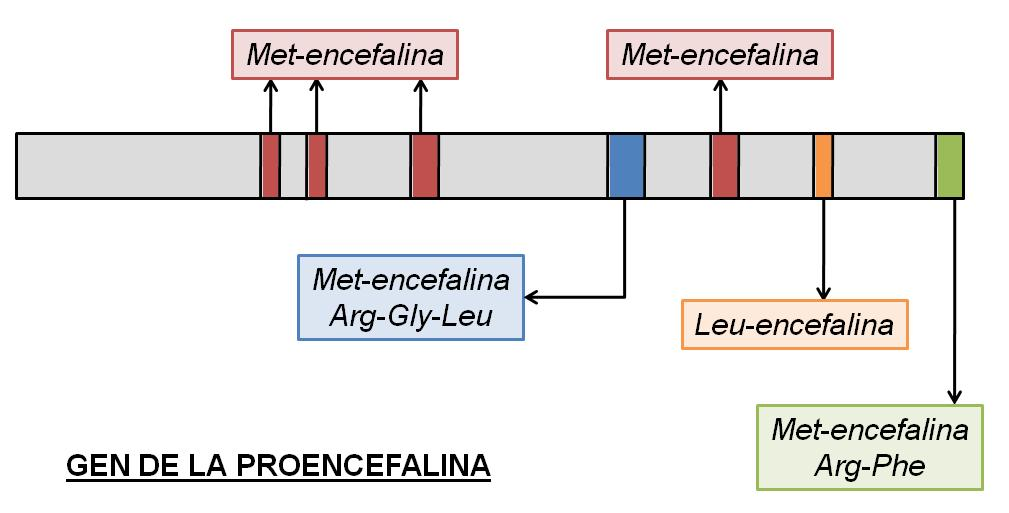
Estructura bàsica del gen que cofifica la proencefalina, la molècula precursora de les encefalines

La proencefalina va ser descoberta al còrtex suprarenal boví, mentre es feien estudis per conèixer quin era el mecanisme biosintètic de l'encefalina.
El gen de la proencefalina conté una còpia de leu-encefalina, quatre còpies de met-encefalina, una còpia d'una met-encefalina ampliada per l'extrem C-terminal amb Arginina-Glicina-Leucina (Tyr-Gly-Gly-Phe-Met-Arg-Gly-Leu) i una altra còpia de met-encefalina ampliada també en l'extrem C-terminal amb Arginina-Fenilalanina (Tyr-Gly-Gly-Phe-Met-Arg-Phe). Cadascuna d'aquestes set còpies està separada per dipèptids bàsics, on normalment tenen lloc les reaccions pel processament d'aquestes còpies.
La proencefalina humana, que té 267 aminoàcids, està codificada per un gen que té quatre exons i cinc introns. Un pèptid senyal de 24 aminoàcids és present en l'extrem N-terminal de la proteïna precursora.
Les proves semblen donar suport a la conclusió que la proencefalina trobada al còrtex adrenal boví és la mateixa que l'existent al cervell.
El processament d'aquest precursor d'encefalines al cervell sembla més complet, ja que el principal producte dels trencaments són encefalines lliures. Mentre que a la medul·la adrenal principalment hi ha pèptids d'alt nivell molecular que contenen diverses encefalines.

## Met-encefalina

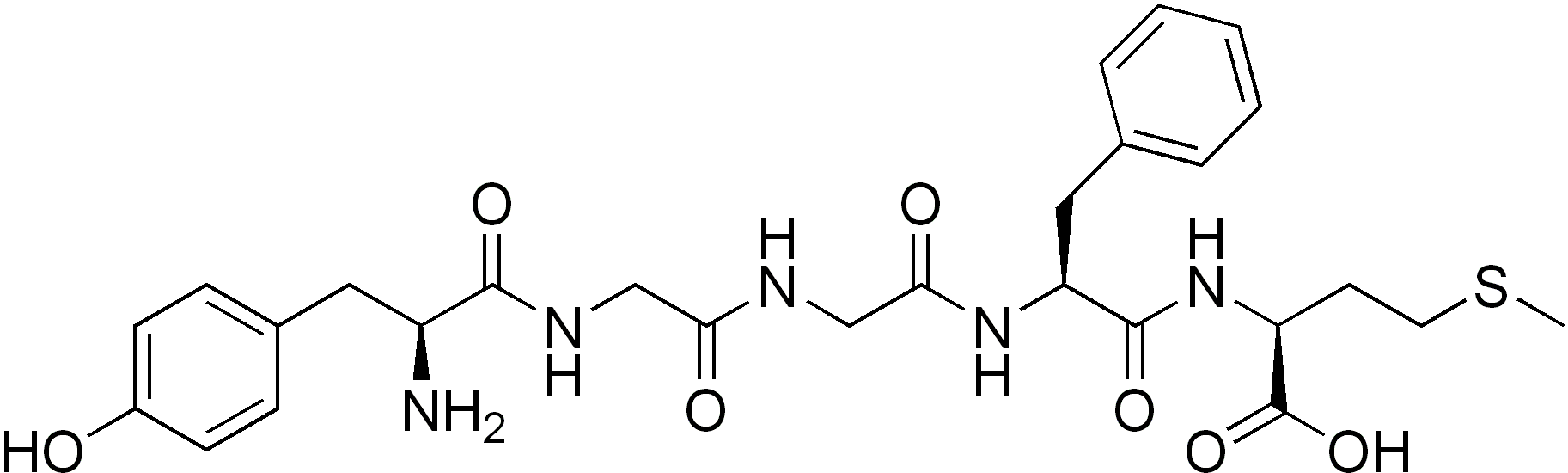
Estructura química de la met-encefalina

La met-encefalina és un pentapèptid opioide endogen que es troba en moltes parts del cos dels animals i del cos humà actuant com a neurotransmissor.
Una de les seves localitzacions més importants és el segment II de la banya dorsal de la medul·la espinal, tot i que també és present al sistema nerviós central.

## Leu-encefalina

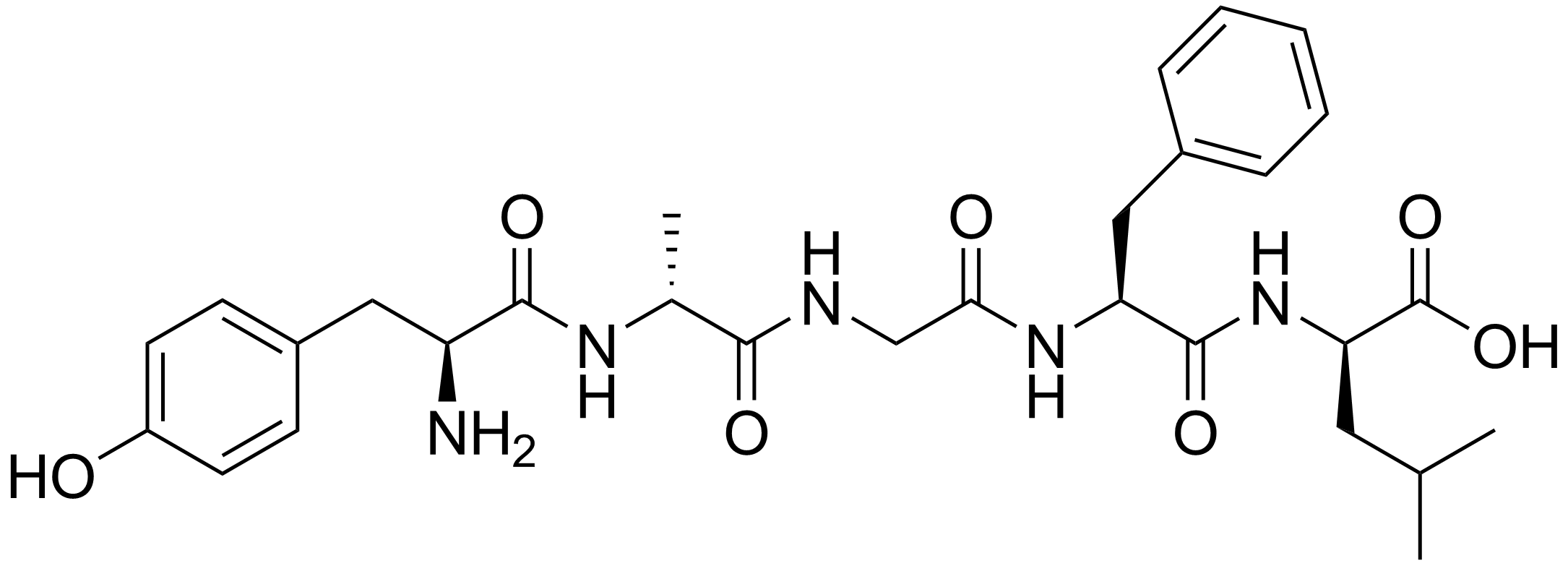
Estructura química de la leu-encefalina

La leu-encefalina és també un pentapèptid opioide endogen i es troba en el cervell de molts animals, inclosos els humans.
Una de les funcions principals, sinó la més important, de la leu-encefalina és que produeix efectes farmacològics als receptors d'opioides mu i delta, mostrant més afinitat pel receptor delta. També s'ha observat que mostra poc o nul efecte sobre els receptors kappa.